# Побочный эффект (фильм, 2020)
«Побочный эффект» — российский триллер Алексея Казакова. В главных ролях: Александра Ревенко, Марина Васильева, Семён Серзин и Анатолий Журавлёв. Премьера фильма в России состоялась 5 ноября 2020 года.

## Сюжет
Супруги Оля и Андрей пережили нападение, после которого у жены появилась тяжелая душевная травма. Знахарка обещает им помочь взамен на проживание у нее и уход за грибами. Пара соглашается и попадает в ловушку.

## В ролях
| Актёр               | Роль               |
| ------------------- | ------------------ |
| Александра Ревенко  | Ведьма             |
| Марина Васильева    | Оля                |
| Семён Серзин        | Андрей             |
| Анатолий Журавлёв   | старик             |
| Мария Карпова       | Нина               |
| Мария Абрамова      | девочка            |
| Степан Девонин      | Кирилл             |
| Наталья Дедейко     | мать девочки       |
| Сергей Черданцев    | высокий вор        |
| Константин Гвоздков | старик в молодости |
| Иван Дергачев       | Савватий           |
| Дмитрий Белыш       | низкий вор         |
| Александр Фирсанов  | большой вор        |

## Создатели фильма
- Автор сценария: Алексей Казаков
- Режиссёр-постановщик: Алексей Казаков
- Оператор: Евгений Козлов
- Художник-постановщик: Александра Фатина
- Художник по костюмам: Оксана Шевченко
- Художник по гриму: Елена Ваховская
- Художник по реквизиту: Пётр Буршин
- Режиссёр монтажа: Александр Амиров
- Композитор: Надежда Грицкевич
- Звукорежиссёр: Филипп Ламшин
- Кастинг-директор: Анна Уварова
- Монтаж на площадке: Василий Болтов
- Операторы стедикама: Дмитрий Бутенко, Сергей Ключников, Александр Вдовенко и Сергей Авдонин
- Постановщик трюков: Владимир Шишкин
- Продюсеры: Сергей Корнихин, Алексей Казаков, Софья Квашилава
- Креативный продюсер: Евгений Абызов
- Исполнительный продюсер: Даниил Махорт
- Продюсер пост-продакшн: Артём Елисеев
- Продюсер продвижения: Владимир Пермяков